# Каральо
Каральо (итал. Caraglio) — коммуна в Италии, располагается в регионе Пьемонт, в провинции Кунео.
Население составляет 6610 человек (2008 г.), плотность населения составляет 161 чел./км². Занимает площадь 41 км². Почтовый индекс — 12023. Телефонный код — 0171.
В коммуне 15 августа особо празднуется Успение Пресвятой Богородицы.

## Демография
Динамика населения:

## Города-побратимы
- Лабоулайе, Аргентина

## Администрация коммуны
- Официальный сайт: